# 南希爾 (紐約州)
南希爾（英語：South Hill）是位於美國紐約州湯普金斯縣的普查規定居民點。

## 人口
根據2020年美國人口普查的數據，南希爾的面積為15.52平方千米，當中陸地面積為15.27平方千米，而水域面積為0.25平方千米。當地共有人口7245人，而人口密度為每平方千米466.82人。